# Harmen Jonkman
Harmen Jonkman (ur. 30 maja 1975 w Beverwijk) – holenderski szachista, arcymistrz od 2002 roku.

## Kariera szachowa
W roku 1991 zdobył tytuł mistrza Holandii juniorów do lat 16. W 1995 osiągnął jeden z pierwszych sukcesów międzynarodowych, zajmując II miejsce (za Stefanem Löfflerem) w turnieju Sonnevanck-B w Wijk aan Zee. Zdobył również w Gausdal tytuł mistrza NATO. W 1998 zwyciężył (wraz z Michaiłem Gołubiewem) w otwartym turnieju w Chemnitz, w 2000 podzielił I miejsce w kolejnym openie w Soest, natomiast w 2001 zajął III miejsce (za Andrijem Maksymenką i Witalijem Gołodem, a przed m.in. Olegiem Romaniszynem, Andriejem Wołokitinem i Zacharem Jefimienko) we Lwowie. W 2003 zanotował bardzo udany występ w festiwalu Aeroflot w Moskwie, dzieląc II miejsce w turnieju B. Podobny wynik uzyskał również w kołowym turnieju w Kairze. W 2004 zajął II miejsce (za Rafałem Antoniewskim) w otwartych młodzieżowych mistrzostwach Niemiec rozegranych w Deizisau. W następnym roku podzielił I miejsce w Banyoles oraz zajął II miejsce (za Noną Gaprindaszwili) w Haarlem.
Najwyższy ranking w karierze osiągnął 1 kwietnia 2002 r., z wynikiem 2520 punktów zajmował wówczas 9. miejsce wśród holenderskich szachistów.